# Eduard Baumer
Eduard Baumer (* 2. Februar 1876 in Regensburg; † 17. Februar 1939 ebenda) war ein deutscher Ingenieur und Politiker (BVP).
Nach der Ausbildung zum Ingenieur gründete Baumer um die Jahrhundertwende eine Firma in seiner Heimatstadt Regensburg, die sich unter anderem für die Installation der elektrischen Lichtanlage im Regensburger Kollegiatstift zu den heiligen Johannes Baptist und Johannes Evangelist im Jahr 1906 verantwortlich zeichnete.
Nach dem Ersten Weltkrieg trat Baumer in die Bayerische Volkspartei (BVP) ein. Für diese kam er am 26. Februar 1920 im Nachrückverfahren, als Ersatzmann für den ausgeschiedenen Eugen Taucher, in die Weimarer Nationalversammlung, in der er den Wahlkreis 25 (Oberpfalz-Niederbayern) vertrat. Anschließend saß er von 1920 bis 1924 als Abgeordneter seiner Partei im Bayerischen Landtag.